# Лідія Ламайсон
Лідія Ламайсон (ісп. Lidia Guastavino Lamaison; 5 серпня 1914 — 20 лютого 2012) — аргентинська акторка театру, кіно та телебачення.

## Біографія
Народилася в аргентинській провінції Мендоса.
Лідія Ламайсон почала свою кар'єру в театрі, а згодом глядачі змогли побачити її на телеекранах у таких відомих фільмах, як «Fin de fiesta» і «Un guapo del 900». Популярність акторці принесли мильні опери. В свої 94 вона все ще знімалась у багатосерійному фільмі «Mujeres de nadie».

## Особисте життя
З 1947 року до 1982 року була одружена з актором Оскаром Солдаті.

## Вибрана фільмографія
1. 1939 — Alas de mi patria (фільм)
2. 1959 — La caída (фільм)
3. 1960 — Fin de fiesta (фільм)
4. 1960 — Un guapo del 900 (фільм)
5. 1961 — The Romance of a Gaucho (фільм)
6. 1964 — Cirle (фільм)
7. 1970—1975 — Alta comedia (телесеріал)
8. 1971 — El Ayudante (фільм)
9. 1981 — Me caso con vos (телесеріал)
10. 1994 — Nano (телесеріал)
11. 1997 — De corazón (телесеріал)
12. 1998—1999 — Дикий ангел (телесеріал)
13. 2003 — Son amores (телесеріал)
14. 2004 — Jesús, el heredero (телесеріал)
15. 2004 — La puta y la ballena (фільм)
16. 2006 — Collar de esmeraldas (телесеріал)
17. 2008 — Mentiras piadosas (фільм)
18. 2008 — Mujeres de nadie (телесеріал)